# Занеманская деревянная синагога
Занеманская деревянная синагога (бел. Занёманская сынагога) — деревянная синагога, которая была расположена в городе Гродно, на территории современной Беларуси. Была построена приблизительно в 1750 году в Речи Посполитой. Синагога была повреждена пожаром в 1899 году, а затем отремонтирована. Была разрушена германскими войсками во время Второй мировой войны.

## История
Здание синагоги имело следующие характеристики: 28,5 метров в длину, 19 метров в ширину и 12,5 метров в высоту. В северной и южной части первого этажа и в галерее имелись отдельные помещения для женщин. Стены были богато украшены библейскими стихами и молитвами. Следуя примеру польских землевладельцев, на фасаде были угловые ниши, часто использовавшиеся в синагогах в середине XVIII века.
В межвоенный период (1918—1939) профессор Оскар Сосновский с кафедры архитектуры Варшавского политехнического института, а также фотограф и историк искусства Шимон Зайчик поручили архитекторам создать обширную документацию деревянных синагог. Они создали архитектурные чертежи, копии картин и фотографии. Большая часть этого проекта была разрушена во время Второй мировой войны, но значительная часть сохранилась. Синагога в Гродно была сфотографирована ими в 1928 году.

## Галерея

Интерьер синагоги в Гродно
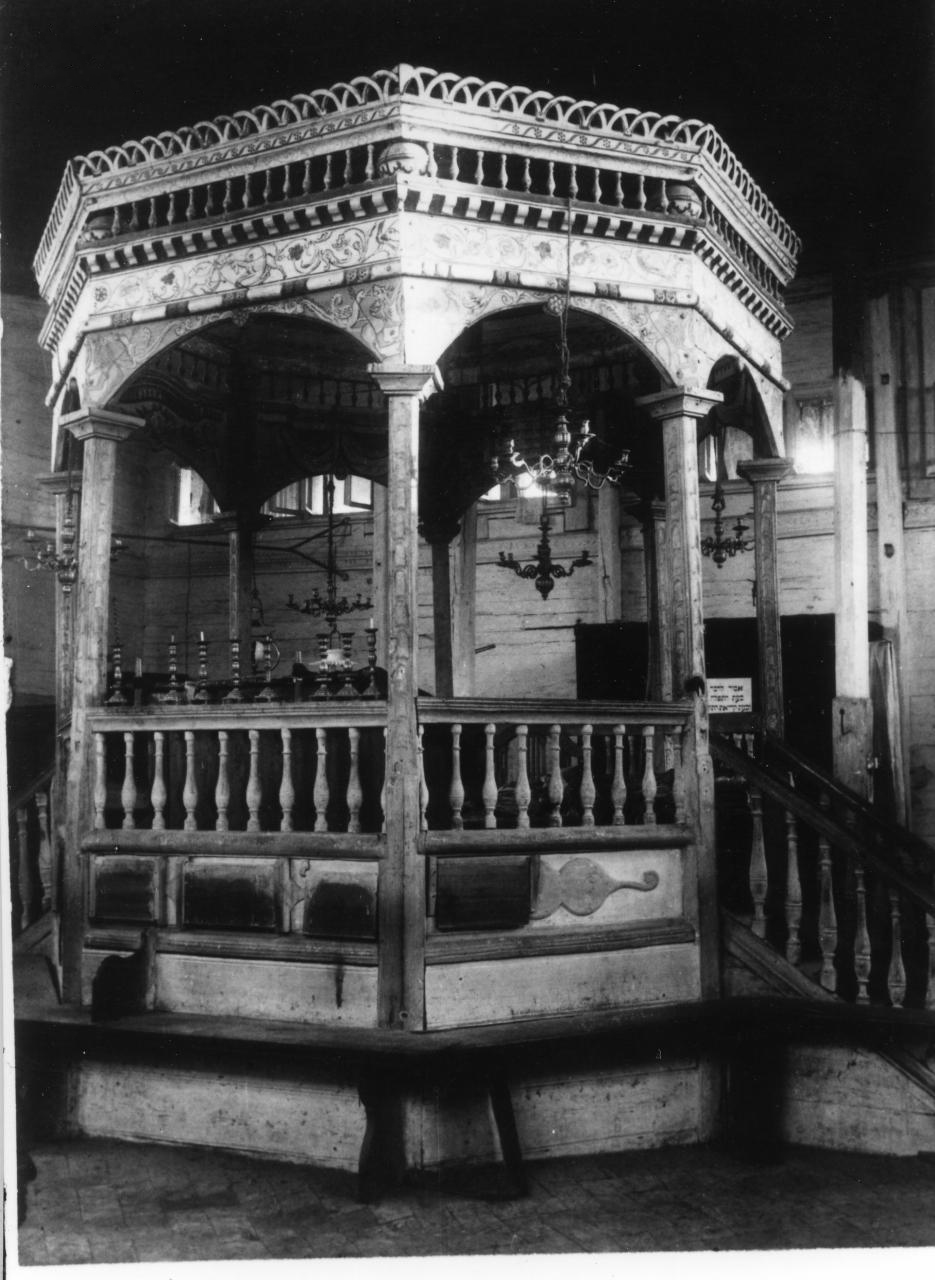
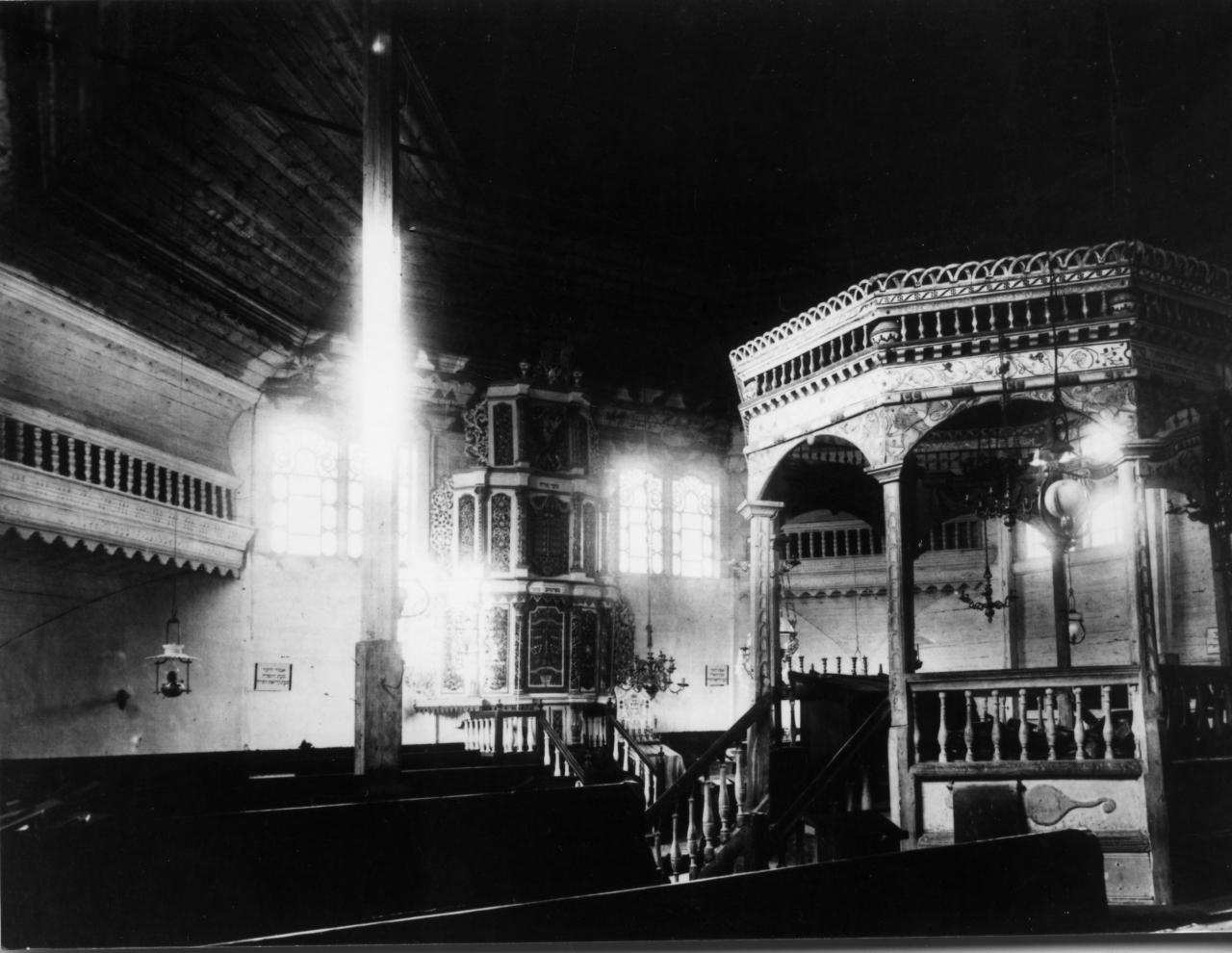
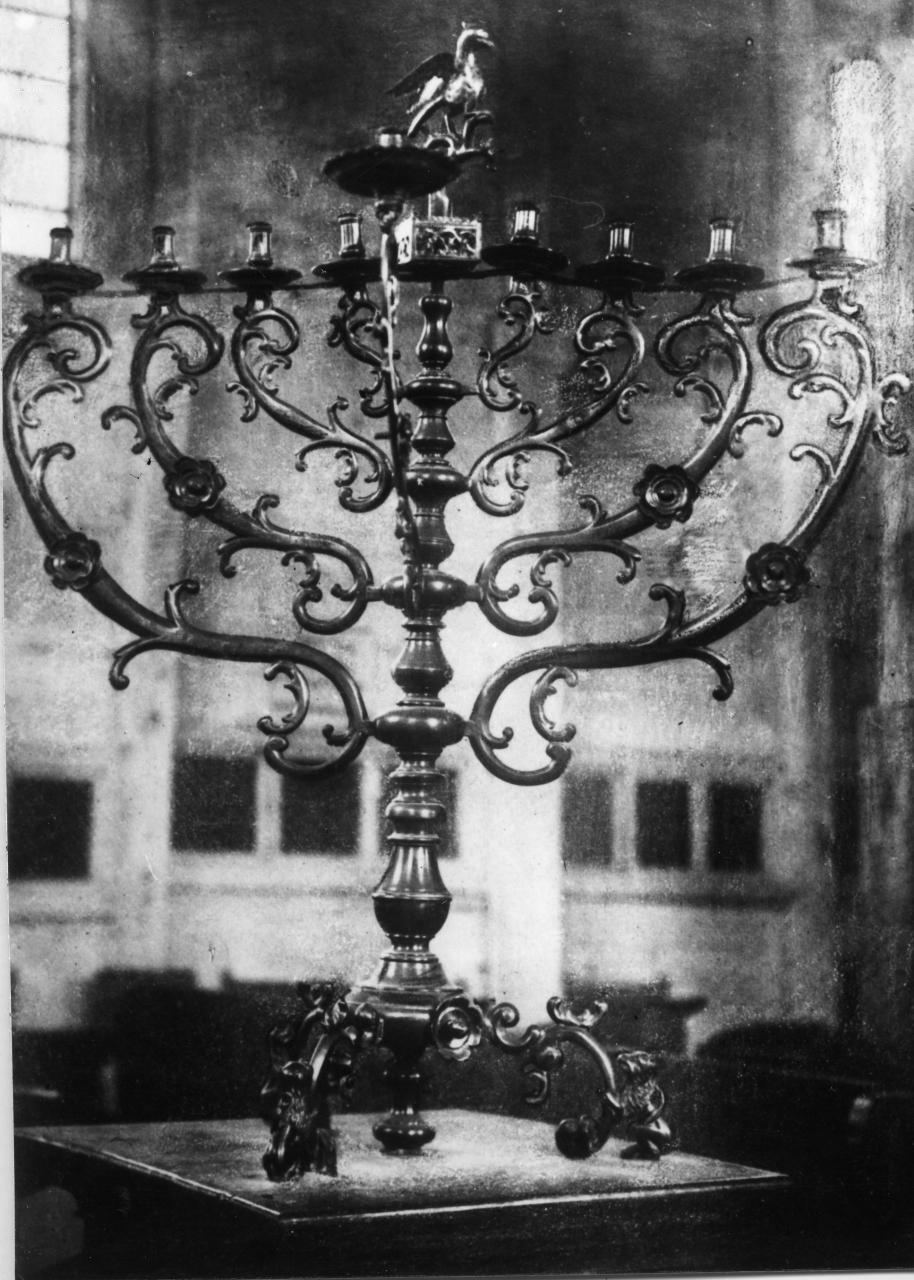
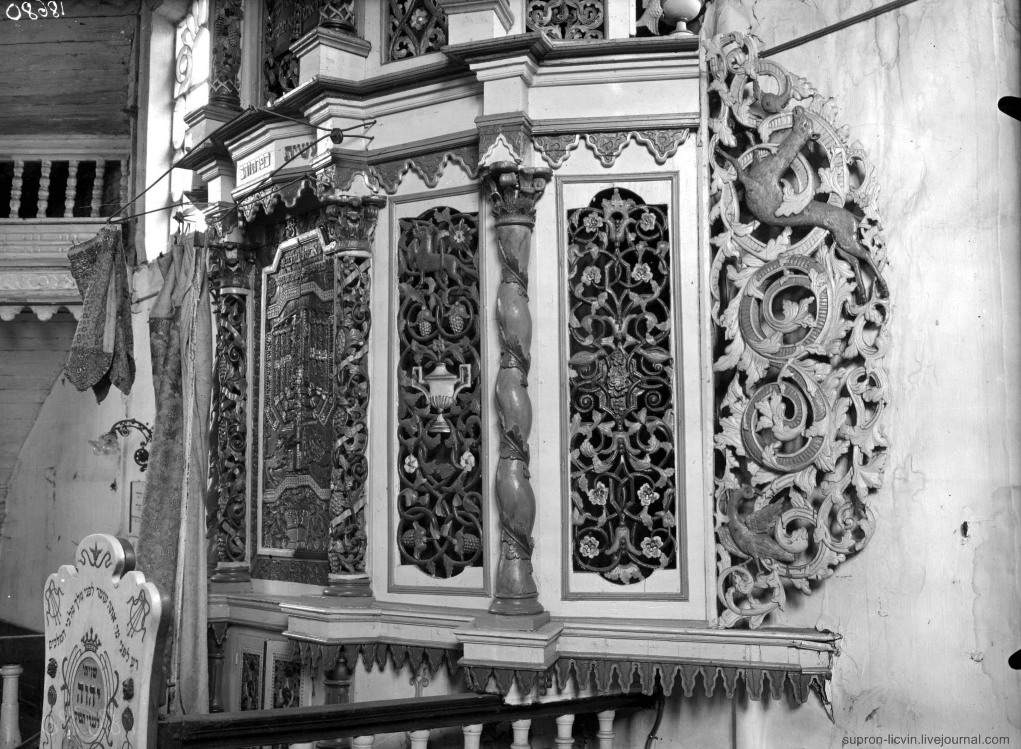
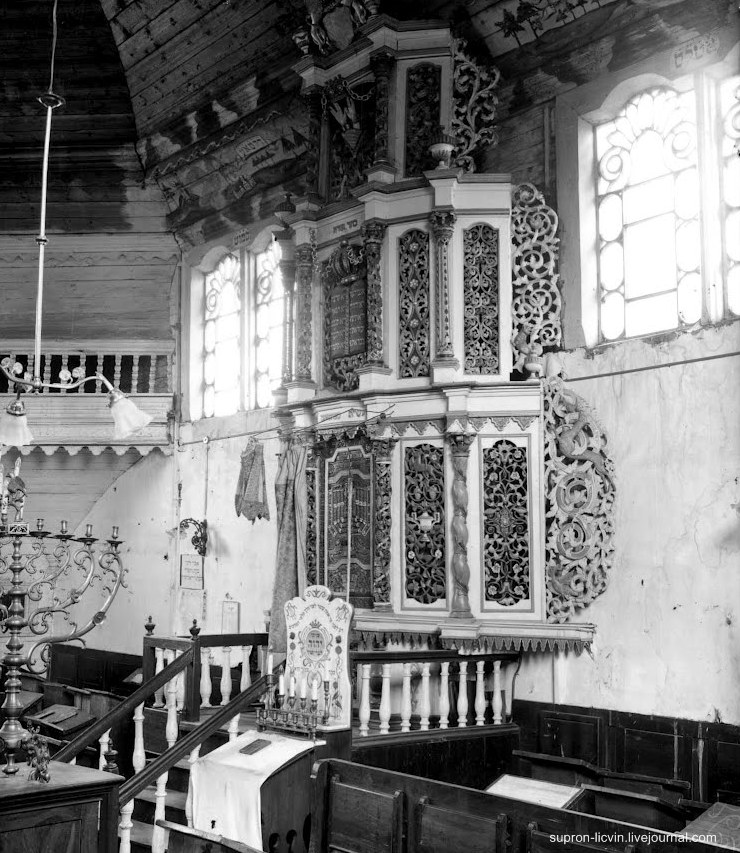
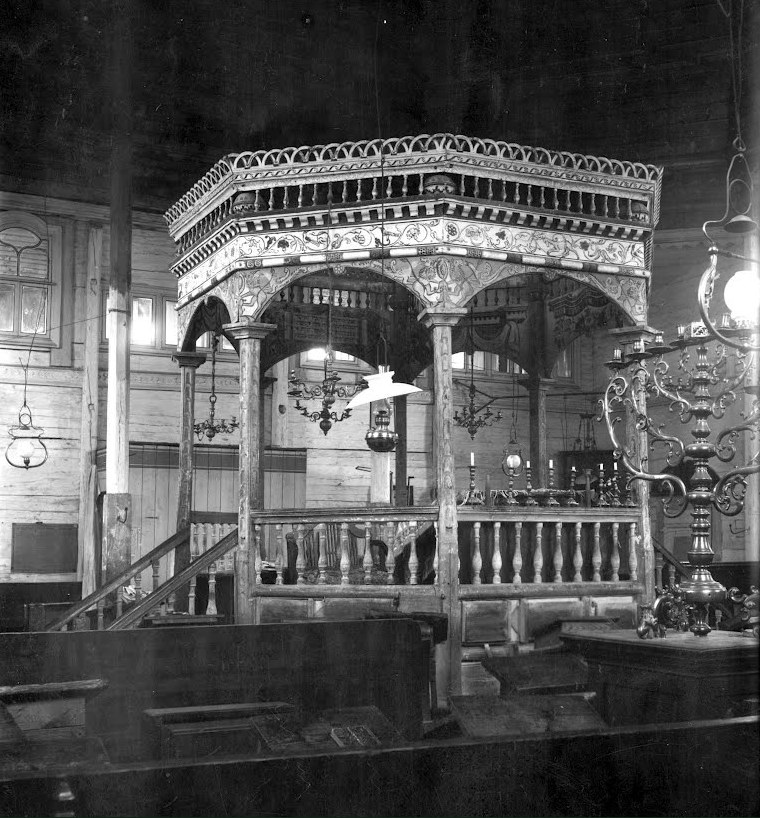
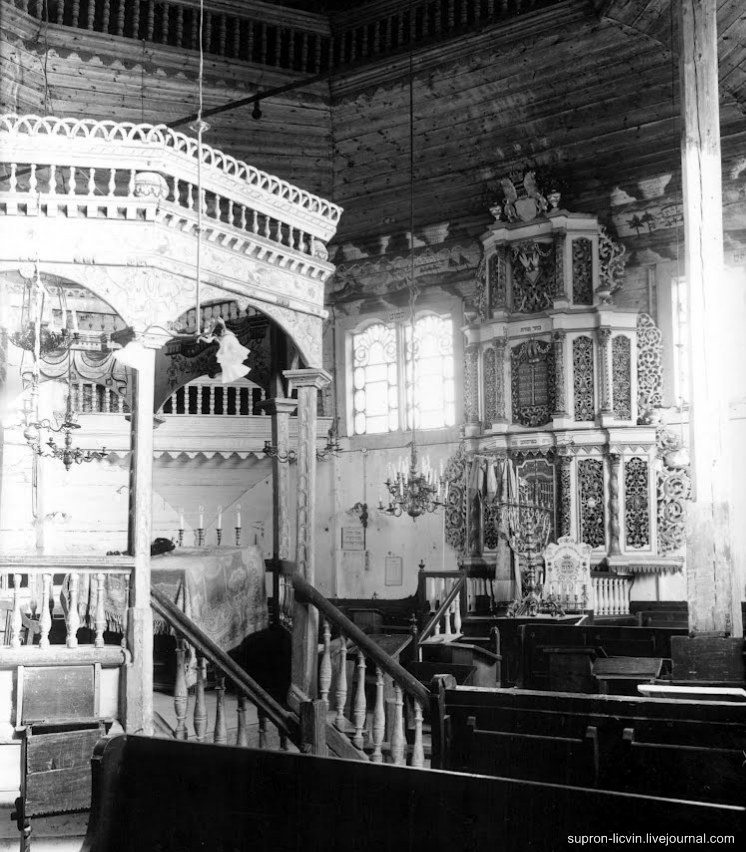